# Antonín Pugzík
Antonín Pugzík (* 5. Oktober 1955 in Kladno) ist ein tschechischer Offizier. Er wurde am 28. Oktober 2006 zum Generalmajor befördert.
Pugzík besuchte von 1974 bis 1978 die Offizierhochschule der Luftstreitkräfte (Vojenská vysoká letecká škola) in Košice und von 1983 bis 1986 die Militärakademie Brünn (Postgraduiertenstudium).
Im Jahr 1979 nahm er eine Tätigkeit im Stab der in Hradec Králové stationierten 10. Luftarmee auf. Als das Kommando dieses Großverbands im Oktober 1990 in das Kommando 1. gemischtes Fliegerkorps und schließlich 1993 in das 3. taktische Fliegerkorps (das bis 1997 bestand) überführt wurde, war er dort für operative Angelegenheiten zuständig. Im Jahr 1998 wurde er stellvertretender Chef des Stabes und im Jahr darauf Chef des Stabes der Luftstreitkräfte. 2003 wechselte er zu den Unterstützungs- und Ausbildungskräften, wo er zunächst als Chef des Stabes und ab September 2006 als stellvertretender Befehlshaber fungierte. 2007, nach dem Rücktritt von Generalmajor Jiří Halaška, wurde er kurzzeitig zum Befehlshaber ernannt, bevor noch im selben Jahr Generalmajor František Malenínský diesen Posten übernahm.
Zum gegenwärtigen Zeitpunkt (2012) ist Pugzík Militärattaché an der tschechischen Botschaft in Griechenland.
Pugzík spricht außer seiner Muttersprache noch Englisch und Russisch. Er ist verheiratet und zweifacher Vater.